# Negroroncus aelleni
Negroroncus aelleni är en spindeldjursart som beskrevs av Max Vachon 1958. Negroroncus aelleni ingår i släktet Negroroncus och familjen Ideoroncidae. Inga underarter finns listade i Catalogue of Life.